# Élections municipales de 2026 dans la Loire-Atlantique
Pour un article plus général, voir Élections municipales françaises de 2026.
Les élections municipales dans la Loire-Atlantique sont prévues en mars 2026. Cette page ne traite que les communes de 5 000 habitants et plus dans la Loire-Atlantique.

## Résultats à l'échelle du département

### Maires sortants et maires élus
| Commune                      | Population (en 2022) | Maire sortant(e)                 | Parti | Parti  | Maire élu(e) | Parti | Parti |
| ---------------------------- | -------------------- | -------------------------------- | ----- | ------ | ------------ | ----- | ----- |
| Ancenis-Saint-Géréon         | 11 346               | Rémy Orhon                       |       | T44    |              |       |       |
| Basse-Goulaine               | 9 617                | Alain Vey                        |       | DVD    |              |       |       |
| La Baule-Escoublac           | 16 613               | Franck Louvrier                  |       | LR     |              |       |       |
| Blain                        | 10 352               | Jean-Michel Buf                  |       | LC-LNC |              |       |       |
| Bouaye                       | 8 281                | Freddy Hervochon                 |       | PS     |              |       |       |
| Bouguenais                   | 20 590               | Sandra Impériale                 |       | LR     |              |       |       |
| La Chapelle-sur-Erdre        | 20 483               | Laurent Godet                    |       | PS     |              |       |       |
| Châteaubriant                | 12 231               | Alain Hunault                    |       | LR     |              |       |       |
| Carquefou                    | 20 535               | Véronique Dubettier-Grenier      |       | DVD    |              |       |       |
| Chaumes-en-Retz              | 7 288                | Jacky Drouet                     |       | DVG    |              |       |       |
| La Chevrolière               | 6 342                | Johann Boblin                    |       | LR     |              |       |       |
| Clisson                      | 7 459                | Laurence Luneau                  |       | DVD    |              |       |       |
| Couëron                      | 23 541               | Carole Grelaud                   |       | PS     |              |       |       |
| Divatte-sur-Loire            | 7 158                | Christelle Braud                 |       | DVD    |              |       |       |
| Donges                       | 8 117                | François Chéneau                 |       | DVD    |              |       |       |
| Gorges                       | 5 090                | Didier Meyer                     |       | DVC    |              |       |       |
| Grandchamp-des-Fontaines     | 6 910                | François Ouvrard                 |       | DVD    |              |       |       |
| Guémené-Penfao               | 5 242                | Isabelle Barathon-Bazelle        |       | DVC    |              |       |       |
| Guérande                     | 16 684               | Nicolas Criaud                   |       | HOR    |              |       |       |
| Haute-Goulaine               | 5 992                | Fabrice Cuchot                   |       | DVD    |              |       |       |
| Herbignac                    | 7 178                | Christelle Chassé                |       | DVG    |              |       |       |
| Héric                        | 6 528                | Jean-Pierre Joutard              |       | SE     |              |       |       |
| Ligné                        | 5 593                | Maurice Perrion                  |       | UDI    |              |       |       |
| Loireauxence                 | 7 509                | Philippe Jourdon                 |       | SE     |              |       |       |
| Le Loroux-Bottereau          | 8 595                | Emmanuel Rivery                  |       | DVG    |              |       |       |
| Machecoul-Saint-Même         | 7 665                | Laurent Robin                    |       | DVC    |              |       |       |
| Missillac                    | 5 619                | Jean-Louis Mogan                 |       | DVD    |              |       |       |
| La Montagne                  | 6 523                | Fabien Gracia                    |       | ÉCO    |              |       |       |
| Montoir-de-Bretagne          | 7 289                | Thierry Noguet                   |       | DVC    |              |       |       |
| Nantes                       | 325 070              | Johanna Rolland                  |       | PS     |              |       |       |
| Nort-sur-Erdre               | 9 448                | Yves Dauvé                       |       | PS     |              |       |       |
| Orvault                      | 28 341               | Jean-Sébastien Guitton           |       | ÉCO    |              |       |       |
| Le Pellerin                  | 5 335                | François Brillaud de Laujardière |       | DVC    |              |       |       |
| Plessé                       | 5 281                | Aurélie Mézière                  |       | T44    |              |       |       |
| Pontchâteau                  | 11 249               | Danielle Cornet                  |       | DVG    |              |       |       |
| Pont-Saint-Martin            | 6 942                | Yannick Fétiveau                 |       | DVD    |              |       |       |
| Pornic                       | 18 382               | Claire Hugues                    |       | LR     |              |       |       |
| Pornichet                    | 12 530               | Jean-Claude Pelleteur            |       | DVD    |              |       |       |
| Rezé                         | 43 349               | Agnès Bourgeais                  |       | DVG    |              |       |       |
| Saint-André-des-Eaux         | 6 949                | Mathieu Coënt                    |       | DVC    |              |       |       |
| Saint-Brevin-les-Pins        | 14 645               | Dorothée Pacaud                  |       | SE     |              |       |       |
| Saint-Étienne-de-Montluc     | 7 739                | Rémy Nicoleau                    |       | DVC    |              |       |       |
| Saint-Herblain               | 50 561               | Bertrand Affilé                  |       | PS     |              |       |       |
| Saint-Jean-de-Boiseau        | 6 024                | Pascal Pras                      |       | PS     |              |       |       |
| Saint-Julien-de-Concelles    | 7 768                | Thierry Agasse                   |       | DVD    |              |       |       |
| Saint-Lyphard                | 5 246                | Claude Bodet                     |       | DVG    |              |       |       |
| Saint-Mars-du-Désert         | 5 435                | Barbara Nourry                   |       | UDI    |              |       |       |
| Saint-Michel-Chef-Chef       | 5 520                | Eloïse Bourreau-Gobin            |       | DVC    |              |       |       |
| Saint-Nazaire                | 73 111               | David Samzun                     |       | PS     |              |       |       |
| Sainte-Pazanne               | 7 209                | Aurélie Guitteny                 |       | SE     |              |       |       |
| Saint-Philbert-de-Grand-Lieu | 9 392                | Stéphan Beaugé                   |       | LR     |              |       |       |
| Saint-Sébastien-sur-Loire    | 28 373               | Thomas Boucher                   |       | DVD    |              |       |       |
| Sainte-Luce-sur-Loire        | 16 227               | Anthony Descloziers              |       | PS     |              |       |       |
| Sautron                      | 8 534                | Marie-Cécile Gessant             |       | UDI    |              |       |       |
| Savenay                      | 9 465                | Michel Mézard                    |       | DVC    |              |       |       |
| Les Sorinières               | 9 163                | Patricia Hélias                  |       | PS     |              |       |       |
| Sucé-sur-Erdre               | 7 457                | Julien Le Métayer                |       | HOR    |              |       |       |
| Thouaré-sur-Loire            | 10 956               | Martine Oger                     |       | DVG    |              |       |       |
| Treillières                  | 10 414               | Alain Royer                      |       | DVD    |              |       |       |
| Trignac                      | 8 234                | Claude Aufort                    |       | PS     |              |       |       |
| Vallet                       | 9 524                | Jérôme Marchais                  |       | DVC    |              |       |       |
| Vallons-de-l'Erdre           | 6 625                | Jean-Yves Ploteau                |       | PS     |              |       |       |
| Vertou                       | 26 048               | Rodolphe Amailland               |       | LR     |              |       |       |
| Vigneux-de-Bretagne          | 6 633                | Gwënola Franco                   |       | DVD    |              |       |       |
| Villeneuve-en-Retz           | 5 004                | Yves Blanchard                   |       | SE     |              |       |       |

### Résultats en nombre de maires
| Partis       | Partis                               | Maires sortants | Maires élus | Évolution |
| ------------ | ------------------------------------ | --------------- | ----------- | --------- |
|              | Parti socialiste                     | 12              |             |           |
|              | Divers gauche                        | 7               |             |           |
|              | Territoires44                        | 2               |             |           |
| Total gauche | Total gauche                         | 21              |             |           |
|              | Divers centre                        | 10              |             |           |
|              | Union des démocrates et indépendants | 3               |             |           |
|              | Horizons                             | 2               |             |           |
|              | Les Centristes - Le Nouveau Centre   | 1               |             |           |
| Total centre | Total centre                         | 16              |             |           |
|              | Divers droite                        | 14              |             |           |
|              | Les Républicains                     | 7               |             |           |
| Total droite | Total droite                         | 21              |             |           |
|              | Divers écologistes                   | 2               |             |           |
|              | Sans étiquette                       | 5               |             |           |
| Total        | Total                                | 65              | 65          | -         |

## Résultats dans les communes de plus de 5 000 habitants

### Ancenis-Saint-Géréon
- Maire sortant : Rémy Orhon (T44)
- 35 sièges à pourvoir au conseil municipal (population légale 2022 : 11 346 habitants)
- 8 sièges à pourvoir au conseil communautaire (CC du Pays d'Ancenis)

| Tête de liste            | Tête de liste    | Parti(s) | Nuance | Premier tour | Premier tour | Second tour | Second tour | Sièges | Sièges |
| Tête de liste            | Tête de liste    | Parti(s) | Nuance | Voix         | %            | Voix        | %           | CM     | CC     |
| ------------------------ | ---------------- | -------- | ------ | ------------ | ------------ | ----------- | ----------- | ------ | ------ |
|                          | Rémy Orhon,      | T44      |        |              |              |             |             |        |        |
|                          | François Danieau | SE       |        |              |              |             |             |        |        |
|                          |                  |          |        |              |              |             |             |        |        |
| Exprimés                 |                  |          |        |              |              |             |             |        |        |
| Votes blancs             |                  |          |        |              |              |             |             |        |        |
| Votes nuls               |                  |          |        |              |              |             |             |        |        |
| Total                    | Total            | Total    | Total  |              | 100          |             | 100         | 35     | 8      |
| Absentions               |                  |          |        |              |              |             |             |        |        |
| Inscrits / participation |                  |          |        |              |              |             |             |        |        |

### Basse-Goulaine
- Maire sortant : Alain Vey (DVD)
- 29 sièges à pourvoir au conseil municipal (population légale 2022 : 9 617 habitants)
- 1 siège à pourvoir au conseil communautaire (Nantes Métropole)

| Tête de liste | Tête de liste | Parti(s) | Nuance | Premier tour | Premier tour | Second tour | Second tour | Sièges | Sièges |
| Tête de liste | Tête de liste | Parti(s) | Nuance | Voix         | %            | Voix        | %           | CM     | CC     |
| ------------- | ------------- | -------- | ------ | ------------ | ------------ | ----------- | ----------- | ------ | ------ |

### La Baule-Escoublac
- Maire sortant : Franck Louvrier (LR)
- 33 sièges à pourvoir au conseil municipal (population légale 2022 : 16 613 habitants)
- 20 sièges à pourvoir au conseil communautaire (CA de la Presqu'île de Guédrande Atlantique)

| Tête de liste            | Tête de liste    | Parti(s) | Nuance | Premier tour | Premier tour | Second tour | Second tour | Sièges | Sièges |
| Tête de liste            | Tête de liste    | Parti(s) | Nuance | Voix         | %            | Voix        | %           | CM     | CC     |
| ------------------------ | ---------------- | -------- | ------ | ------------ | ------------ | ----------- | ----------- | ------ | ------ |
|                          | Franck Louvrier, | LR       |        |              |              |             |             |        |        |
|                          | Marc Lelièvre    | RN       |        |              |              |             |             |        |        |
|                          |                  |          |        |              |              |             |             |        |        |
| Exprimés                 |                  |          |        |              |              |             |             |        |        |
| Votes blancs             |                  |          |        |              |              |             |             |        |        |
| Votes nuls               |                  |          |        |              |              |             |             |        |        |
| Total                    | Total            | Total    | Total  |              | 100          |             | 100         | 33     | 20     |
| Absentions               |                  |          |        |              |              |             |             |        |        |
| Inscrits / participation |                  |          |        |              |              |             |             |        |        |

### Blain
- Maire sortant : Jean-Michel Buf (LC-LNC), ne se représente pas[2].
- 33 sièges à pourvoir au conseil municipal (population légale 2022 : 10 352 habitants)
- 13 sièges à pourvoir au conseil communautaire (Pays de Blain communauté)

| Tête de liste | Tête de liste | Parti(s) | Nuance | Premier tour | Premier tour | Second tour | Second tour | Sièges | Sièges |
| Tête de liste | Tête de liste | Parti(s) | Nuance | Voix         | %            | Voix        | %           | CM     | CC     |
| ------------- | ------------- | -------- | ------ | ------------ | ------------ | ----------- | ----------- | ------ | ------ |

### Bouaye
- Maire sortant : Freddy Hervochon (PS)
- 29 sièges à pourvoir au conseil municipal (population légale 2022 : 8 281 habitants)
- 1 siège à pourvoir au conseil communautaire (Nantes Métropole)

| Tête de liste | Tête de liste | Parti(s) | Nuance | Premier tour | Premier tour | Second tour | Second tour | Sièges | Sièges |
| Tête de liste | Tête de liste | Parti(s) | Nuance | Voix         | %            | Voix        | %           | CM     | CC     |
| ------------- | ------------- | -------- | ------ | ------------ | ------------ | ----------- | ----------- | ------ | ------ |

### Bouguenais
- Maire sortante : Sandra Impériale (LR)
- 35 sièges à pourvoir au conseil municipal (population légale 2022 : 20 590 habitants)
- 2 sièges à pourvoir au conseil communautaire (Nantes Métropole)

| Tête de liste | Tête de liste | Parti(s) | Nuance | Premier tour | Premier tour | Second tour | Second tour | Sièges | Sièges |
| Tête de liste | Tête de liste | Parti(s) | Nuance | Voix         | %            | Voix        | %           | CM     | CC     |
| ------------- | ------------- | -------- | ------ | ------------ | ------------ | ----------- | ----------- | ------ | ------ |

### La Chapelle-sur-Erdre
- Maire sortant : Laurent Godet (PS)
- 35 sièges à pourvoir au conseil municipal (population légale 2022 : 20 483 habitants)
- 3 sièges à pourvoir au conseil communautaire (Nantes Métropole)

| Tête de liste | Tête de liste | Parti(s) | Nuance | Premier tour | Premier tour | Second tour | Second tour | Sièges | Sièges |
| Tête de liste | Tête de liste | Parti(s) | Nuance | Voix         | %            | Voix        | %           | CM     | CC     |
| ------------- | ------------- | -------- | ------ | ------------ | ------------ | ----------- | ----------- | ------ | ------ |

### Châteaubriant
- Maire sortant : Alain Hunault (LR)
- 33 sièges à pourvoir au conseil municipal (population légale 2022 : 12 231 habitants)
- 12 sièges à pourvoir au conseil communautaire (CC Châteaubriant-Derval)

| Tête de liste | Tête de liste | Parti(s) | Nuance | Premier tour | Premier tour | Second tour | Second tour | Sièges | Sièges |
| Tête de liste | Tête de liste | Parti(s) | Nuance | Voix         | %            | Voix        | %           | CM     | CC     |
| ------------- | ------------- | -------- | ------ | ------------ | ------------ | ----------- | ----------- | ------ | ------ |

### Carquefou
- Maire sortante : Véronique Dubettier-Grenier (DVD)
- 35 sièges à pourvoir au conseil municipal (population légale 2022 : 20 535 habitants)
- 3 sièges à pourvoir au conseil communautaire (Nantes Métropole)

| Tête de liste            | Tête de liste                | Parti(s) | Nuance | Premier tour | Premier tour | Second tour | Second tour | Sièges | Sièges |
| Tête de liste            | Tête de liste                | Parti(s) | Nuance | Voix         | %            | Voix        | %           | CM     | CC     |
| ------------------------ | ---------------------------- | -------- | ------ | ------------ | ------------ | ----------- | ----------- | ------ | ------ |
|                          | Véronique Dubettier-Grenier, | DVD      |        |              |              |             |             |        |        |
|                          |                              |          |        |              |              |             |             |        |        |
| Exprimés                 |                              |          |        |              |              |             |             |        |        |
| Votes blancs             |                              |          |        |              |              |             |             |        |        |
| Votes nuls               |                              |          |        |              |              |             |             |        |        |
| Total                    | Total                        | Total    | Total  |              | 100          |             | 100         | 35     | 3      |
| Absentions               |                              |          |        |              |              |             |             |        |        |
| Inscrits / participation |                              |          |        |              |              |             |             |        |        |

### Chaumes-en-Retz
- Maire sortant : Jacky Drouet (DVG)
- 33 sièges à pourvoir au conseil municipal (population légale 2022 : 7 288 habitants)
- 5 sièges à pourvoir au conseil communautaire (Pornic Agglo Pays de Retz)

| Tête de liste | Tête de liste | Parti(s) | Nuance | Premier tour | Premier tour | Second tour | Second tour | Sièges | Sièges |
| Tête de liste | Tête de liste | Parti(s) | Nuance | Voix         | %            | Voix        | %           | CM     | CC     |
| ------------- | ------------- | -------- | ------ | ------------ | ------------ | ----------- | ----------- | ------ | ------ |

### La Chevrolière
- Maire sortant : Johann Boblin (LR)
- 29 sièges à pourvoir au conseil municipal (population légale 2022 : 6 342 habitants)
- 6 sièges à pourvoir au conseil communautaire (CC de Grand Lieu)

| Tête de liste | Tête de liste | Parti(s) | Nuance | Premier tour | Premier tour | Second tour | Second tour | Sièges | Sièges |
| Tête de liste | Tête de liste | Parti(s) | Nuance | Voix         | %            | Voix        | %           | CM     | CC     |
| ------------- | ------------- | -------- | ------ | ------------ | ------------ | ----------- | ----------- | ------ | ------ |

### Clisson
- Maire sortante : Laurence Luneau (DVD)
- 29 sièges à pourvoir au conseil municipal (population légale 2022 : 7 459 habitants)
- 6 sièges à pourvoir au conseil communautaire (Clisson Sèvre et Maine Agglo)

| Tête de liste | Tête de liste | Parti(s) | Nuance | Premier tour | Premier tour | Second tour | Second tour | Sièges | Sièges |
| Tête de liste | Tête de liste | Parti(s) | Nuance | Voix         | %            | Voix        | %           | CM     | CC     |
| ------------- | ------------- | -------- | ------ | ------------ | ------------ | ----------- | ----------- | ------ | ------ |

### Couëron
- Maire sortante : Carole Grelaud (PS)
- 35 sièges à pourvoir au conseil municipal (population légale 2022 : 23 541 habitants)
- 3 sièges à pourvoir au conseil communautaire (Nantes Métropole)

| Tête de liste | Tête de liste | Parti(s) | Nuance | Premier tour | Premier tour | Second tour | Second tour | Sièges | Sièges |
| Tête de liste | Tête de liste | Parti(s) | Nuance | Voix         | %            | Voix        | %           | CM     | CC     |
| ------------- | ------------- | -------- | ------ | ------------ | ------------ | ----------- | ----------- | ------ | ------ |

### Divatte-sur-Loire
- Maire sortante : Christelle Braud (DVD)
- 33 sièges à pourvoir au conseil municipal (population légale 2022 : 7 158 habitants)
- 6 sièges à pourvoir au conseil communautaire (CC Sèvre et Loire)

| Tête de liste | Tête de liste | Parti(s) | Nuance | Premier tour | Premier tour | Second tour | Second tour | Sièges | Sièges |
| Tête de liste | Tête de liste | Parti(s) | Nuance | Voix         | %            | Voix        | %           | CM     | CC     |
| ------------- | ------------- | -------- | ------ | ------------ | ------------ | ----------- | ----------- | ------ | ------ |

### Donges
- Maire sortant : François Chéneau (DVD)
- 29 sièges à pourvoir au conseil municipal (population légale 2022 : 8 117 habitants)
- 4 sièges à pourvoir au conseil communautaire (CA de la Région nazairienne et de l'Estuaire)

| Tête de liste            | Tête de liste    | Parti(s) | Nuance | Premier tour | Premier tour | Second tour | Second tour | Sièges | Sièges |
| Tête de liste            | Tête de liste    | Parti(s) | Nuance | Voix         | %            | Voix        | %           | CM     | CC     |
| ------------------------ | ---------------- | -------- | ------ | ------------ | ------------ | ----------- | ----------- | ------ | ------ |
|                          | Gauthier Bouchet | RN       |        |              |              |             |             |        |        |
|                          |                  |          |        |              |              |             |             |        |        |
| Exprimés                 |                  |          |        |              |              |             |             |        |        |
| Votes blancs             |                  |          |        |              |              |             |             |        |        |
| Votes nuls               |                  |          |        |              |              |             |             |        |        |
| Total                    | Total            | Total    | Total  |              | 100          |             | 100         | 29     | 4      |
| Absentions               |                  |          |        |              |              |             |             |        |        |
| Inscrits / participation |                  |          |        |              |              |             |             |        |        |

### Gorges
- Maire sortant : Didier Meyer (DVC)
- 29 sièges à pourvoir au conseil municipal (population légale 2022 : 5 090 habitants)
- 4 sièges à pourvoir au conseil communautaire (Clisson Sèvre et Maine Agglo)

| Tête de liste | Tête de liste | Parti(s) | Nuance | Premier tour | Premier tour | Second tour | Second tour | Sièges | Sièges |
| Tête de liste | Tête de liste | Parti(s) | Nuance | Voix         | %            | Voix        | %           | CM     | CC     |
| ------------- | ------------- | -------- | ------ | ------------ | ------------ | ----------- | ----------- | ------ | ------ |

### Grandchamp-des-Fontaines
- Maire sortant : François Ouvrard (DVD), ne se représente pas[2].
- 29 sièges à pourvoir au conseil municipal (population légale 2022 : 6 910 habitants)
- 4 sièges à pourvoir au conseil communautaire (CC d'Erdre et Grevres)

| Tête de liste | Tête de liste | Parti(s) | Nuance | Premier tour | Premier tour | Second tour | Second tour | Sièges | Sièges |
| Tête de liste | Tête de liste | Parti(s) | Nuance | Voix         | %            | Voix        | %           | CM     | CC     |
| ------------- | ------------- | -------- | ------ | ------------ | ------------ | ----------- | ----------- | ------ | ------ |

### Guémené-Penfao
- Maire sortante : Isabelle Barathon-Bazelle (DVC)
- 29 sièges à pourvoir au conseil municipal (population légale 2022 : 5 242 habitants)
- 4 sièges à pourvoir au conseil communautaire (Redon Agglomération)

| Tête de liste            | Tête de liste              | Parti(s) | Nuance | Premier tour | Premier tour | Second tour | Second tour | Sièges | Sièges |
| Tête de liste            | Tête de liste              | Parti(s) | Nuance | Voix         | %            | Voix        | %           | CM     | CC     |
| ------------------------ | -------------------------- | -------- | ------ | ------------ | ------------ | ----------- | ----------- | ------ | ------ |
|                          | Isabelle Barathon-Bazelle, | DVC      |        |              |              |             |             |        |        |
|                          |                            |          |        |              |              |             |             |        |        |
| Exprimés                 |                            |          |        |              |              |             |             |        |        |
| Votes blancs             |                            |          |        |              |              |             |             |        |        |
| Votes nuls               |                            |          |        |              |              |             |             |        |        |
| Total                    | Total                      | Total    | Total  |              | 100          |             | 100         | 29     | 4      |
| Absentions               |                            |          |        |              |              |             |             |        |        |
| Inscrits / participation |                            |          |        |              |              |             |             |        |        |

### Guérande
- Maire sortant : Nicolas Criaud (HOR)
- 33 sièges à pourvoir au conseil municipal (population légale 2022 : 16 684 habitants)
- 20 sièges à pourvoir au conseil communautaire (CA de la Presqu'île de Guérande Atlantique)

| Tête de liste | Tête de liste | Parti(s) | Nuance | Premier tour | Premier tour | Second tour | Second tour | Sièges | Sièges |
| Tête de liste | Tête de liste | Parti(s) | Nuance | Voix         | %            | Voix        | %           | CM     | CC     |
| ------------- | ------------- | -------- | ------ | ------------ | ------------ | ----------- | ----------- | ------ | ------ |

### Haute-Goulaine
- Maire sortant : Fabrice Cuchot (DVD)
- 29 sièges à pourvoir au conseil municipal (population légale 2022 : 5 992 habitants)
- 5 sièges à pourvoir au conseil communautaire (Clisson Sèvre et Maine Agglo)

| Tête de liste | Tête de liste | Parti(s) | Nuance | Premier tour | Premier tour | Second tour | Second tour | Sièges | Sièges |
| Tête de liste | Tête de liste | Parti(s) | Nuance | Voix         | %            | Voix        | %           | CM     | CC     |
| ------------- | ------------- | -------- | ------ | ------------ | ------------ | ----------- | ----------- | ------ | ------ |

### Herbignac
- Maire sortante : Christelle Chassé (DVG)
- 29 sièges à pourvoir au conseil municipal (population légale 2022 : 7 178 habitants)
- 4 sièges à pourvoir au conseil communautaire (CA de la Presqu'île de Guérande Atltantique)

| Tête de liste            | Tête de liste       | Parti(s) | Nuance | Premier tour | Premier tour | Second tour | Second tour | Sièges | Sièges |
| Tête de liste            | Tête de liste       | Parti(s) | Nuance | Voix         | %            | Voix        | %           | CM     | CC     |
| ------------------------ | ------------------- | -------- | ------ | ------------ | ------------ | ----------- | ----------- | ------ | ------ |
|                          | Pierre-Luc Philippe | RN       |        |              |              |             |             |        |        |
|                          |                     |          |        |              |              |             |             |        |        |
| Exprimés                 |                     |          |        |              |              |             |             |        |        |
| Votes blancs             |                     |          |        |              |              |             |             |        |        |
| Votes nuls               |                     |          |        |              |              |             |             |        |        |
| Total                    | Total               | Total    | Total  |              | 100          |             | 100         | 29     | 4      |
| Absentions               |                     |          |        |              |              |             |             |        |        |
| Inscrits / participation |                     |          |        |              |              |             |             |        |        |

### Héric
- Maire sortant : Jean-Pierre Joutard (SE)
- 29 sièges à pourvoir au conseil municipal (population légale 2022 : 6 528 habitants)
- 4 sièges à pourvoir au conseil communautaire (CC d'Erdre et Gesvres)

| Tête de liste | Tête de liste | Parti(s) | Nuance | Premier tour | Premier tour | Second tour | Second tour | Sièges | Sièges |
| Tête de liste | Tête de liste | Parti(s) | Nuance | Voix         | %            | Voix        | %           | CM     | CC     |
| ------------- | ------------- | -------- | ------ | ------------ | ------------ | ----------- | ----------- | ------ | ------ |

### Ligné
- Maire sortant : Maurice Perrion (UDI)
- 29 sièges à pourvoir au conseil municipal (population légale 2022 : 5 593 habitants)
- 4 sièges à pourvoir au conseil communautaire (CC du Pays d'Ancenis)

| Tête de liste | Tête de liste | Parti(s) | Nuance | Premier tour | Premier tour | Second tour | Second tour | Sièges | Sièges |
| Tête de liste | Tête de liste | Parti(s) | Nuance | Voix         | %            | Voix        | %           | CM     | CC     |
| ------------- | ------------- | -------- | ------ | ------------ | ------------ | ----------- | ----------- | ------ | ------ |

### Loireauxence
- Maire sortant : Philippe Jourdon (SE)
- 29 sièges à pourvoir au conseil municipal (population légale 2022 : 7 509 habitants)
- 6 sièges à pourvoir au conseil communautaire (CC du Pays d'Ancenis)

| Tête de liste | Tête de liste | Parti(s) | Nuance | Premier tour | Premier tour | Second tour | Second tour | Sièges | Sièges |
| Tête de liste | Tête de liste | Parti(s) | Nuance | Voix         | %            | Voix        | %           | CM     | CC     |
| ------------- | ------------- | -------- | ------ | ------------ | ------------ | ----------- | ----------- | ------ | ------ |

### Le Loroux-Bottereau
- Maire sortant : Emmanuel Rivery (DVG)
- 29 sièges à pourvoir au conseil municipal (population légale 2022 : 8 595 habitants)
- 7 sièges à pourvoir au conseil communautaire (CC Sèvre et Loire)

| Tête de liste            | Tête de liste    | Parti(s) | Nuance | Premier tour | Premier tour | Second tour | Second tour | Sièges | Sièges |
| Tête de liste            | Tête de liste    | Parti(s) | Nuance | Voix         | %            | Voix        | %           | CM     | CC     |
| ------------------------ | ---------------- | -------- | ------ | ------------ | ------------ | ----------- | ----------- | ------ | ------ |
|                          | Emmanuel Rivery, | DVG      |        |              |              |             |             |        |        |
|                          |                  |          |        |              |              |             |             |        |        |
| Exprimés                 |                  |          |        |              |              |             |             |        |        |
| Votes blancs             |                  |          |        |              |              |             |             |        |        |
| Votes nuls               |                  |          |        |              |              |             |             |        |        |
| Total                    | Total            | Total    | Total  |              | 100          |             | 100         | 29     | 7      |
| Absentions               |                  |          |        |              |              |             |             |        |        |
| Inscrits / participation |                  |          |        |              |              |             |             |        |        |

### Machecoul-Saint-Même
- Maire sortant : Laurent Robin (DVC)
- 29 sièges à pourvoir au conseil municipal (population légale 2022 : 7 665 habitants)
- 10 sièges à pourvoir au conseil communautaire (CC Sud Retz Atlantique)

| Tête de liste            | Tête de liste  | Parti(s) | Nuance | Premier tour | Premier tour | Second tour | Second tour | Sièges | Sièges |
| Tête de liste            | Tête de liste  | Parti(s) | Nuance | Voix         | %            | Voix        | %           | CM     | CC     |
| ------------------------ | -------------- | -------- | ------ | ------------ | ------------ | ----------- | ----------- | ------ | ------ |
|                          | Laurent Robin, | DVC      |        |              |              |             |             |        |        |
|                          |                |          |        |              |              |             |             |        |        |
| Exprimés                 |                |          |        |              |              |             |             |        |        |
| Votes blancs             |                |          |        |              |              |             |             |        |        |
| Votes nuls               |                |          |        |              |              |             |             |        |        |
| Total                    | Total          | Total    | Total  |              | 100          |             | 100         | 29     | 10     |
| Absentions               |                |          |        |              |              |             |             |        |        |
| Inscrits / participation |                |          |        |              |              |             |             |        |        |

### Missillac
- Maire sortant : Jean-Louis Mogan (DVD)
- 29 sièges à pourvoir au conseil municipal (population légale 2022 : 5 619 habitants)
- 6 sièges à pourvoir au conseil communautaire (CC du Pays de Pont-Château - Saint-Gildas-des-Bois)

| Tête de liste | Tête de liste | Parti(s) | Nuance | Premier tour | Premier tour | Second tour | Second tour | Sièges | Sièges |
| Tête de liste | Tête de liste | Parti(s) | Nuance | Voix         | %            | Voix        | %           | CM     | CC     |
| ------------- | ------------- | -------- | ------ | ------------ | ------------ | ----------- | ----------- | ------ | ------ |

### La Montagne
- Maire sortant : Fabien Gracia (ÉCO)
- 29 sièges à pourvoir au conseil municipal (population légale 2022 : 6 523 habitants)
- 1 siège à pourvoir au conseil communautaire (Nantes Métropole)

| Tête de liste | Tête de liste | Parti(s) | Nuance | Premier tour | Premier tour | Second tour | Second tour | Sièges | Sièges |
| Tête de liste | Tête de liste | Parti(s) | Nuance | Voix         | %            | Voix        | %           | CM     | CC     |
| ------------- | ------------- | -------- | ------ | ------------ | ------------ | ----------- | ----------- | ------ | ------ |

### Montoir-de-Bretagne
- Maire sortant : Thierry Noguet (DVC)
- 29 sièges à pourvoir au conseil municipal (population légale 2022 : 7 289 habitants)
- 4 sièges à pourvoir au conseil communautaire (CA de la Région nazairienne et de l'Estuaire)

| Tête de liste | Tête de liste | Parti(s) | Nuance | Premier tour | Premier tour | Second tour | Second tour | Sièges | Sièges |
| Tête de liste | Tête de liste | Parti(s) | Nuance | Voix         | %            | Voix        | %           | CM     | CC     |
| ------------- | ------------- | -------- | ------ | ------------ | ------------ | ----------- | ----------- | ------ | ------ |

### Nantes
- Maire sortante : Johanna Rolland (PS)
- 69 sièges à pourvoir au conseil municipal (population légale 2022 : 325 070 habitants)
- 48 sièges à pourvoir au conseil communautaire (Nantes Métropole)

| Tête de liste            | Tête de liste    | Parti(s) | Nuance | Premier tour | Premier tour | Second tour | Second tour | Sièges | Sièges |
| Tête de liste            | Tête de liste    | Parti(s) | Nuance | Voix         | %            | Voix        | %           | CM     | CC     |
| ------------------------ | ---------------- | -------- | ------ | ------------ | ------------ | ----------- | ----------- | ------ | ------ |
|                          | À déterminer     | LFI      |        |              |              |             |             |        |        |
|                          | Marie Vitoux,    | LÉ       |        |              |              |             |             |        |        |
|                          | Johanna Rolland, | PS       |        |              |              |             |             |        |        |
|                          | Sarah El Haïry   | MoDem-LR |        |              |              |             |             |        |        |
|                          |                  |          |        |              |              |             |             |        |        |
| Exprimés                 |                  |          |        |              |              |             |             |        |        |
| Votes blancs             |                  |          |        |              |              |             |             |        |        |
| Votes nuls               |                  |          |        |              |              |             |             |        |        |
| Total                    | Total            | Total    | Total  |              | 100          |             | 100         | 69     | 48     |
| Absentions               |                  |          |        |              |              |             |             |        |        |
| Inscrits / participation |                  |          |        |              |              |             |             |        |        |

### Nort-sur-Erdre
- Maire sortant : Yves Dauvé (PS)
- 29 sièges à pourvoir au conseil municipal (population légale 2022 : 9 448 habitants)
- 6 sièges à pourvoir au conseil communautaire (CC d'Erdre et Gesvres)

| Tête de liste | Tête de liste | Parti(s) | Nuance | Premier tour | Premier tour | Second tour | Second tour | Sièges | Sièges |
| Tête de liste | Tête de liste | Parti(s) | Nuance | Voix         | %            | Voix        | %           | CM     | CC     |
| ------------- | ------------- | -------- | ------ | ------------ | ------------ | ----------- | ----------- | ------ | ------ |

### Orvault
- Maire sortant : Jean-Sébastien Guitton (ÉCO)
- 35 sièges à pourvoir au conseil municipal (population légale 2022 : 28 341 habitants)
- 4 sièges à pourvoir au conseil communautaire (Nantes Métropole)

| Tête de liste            | Tête de liste           | Parti(s) | Nuance | Premier tour | Premier tour | Second tour | Second tour | Sièges | Sièges |
| Tête de liste            | Tête de liste           | Parti(s) | Nuance | Voix         | %            | Voix        | %           | CM     | CC     |
| ------------------------ | ----------------------- | -------- | ------ | ------------ | ------------ | ----------- | ----------- | ------ | ------ |
|                          | Jean-Sébastien Guitton, | ÉCO      |        |              |              |             |             |        |        |
|                          |                         |          |        |              |              |             |             |        |        |
| Exprimés                 |                         |          |        |              |              |             |             |        |        |
| Votes blancs             |                         |          |        |              |              |             |             |        |        |
| Votes nuls               |                         |          |        |              |              |             |             |        |        |
| Total                    | Total                   | Total    | Total  |              | 100          |             | 100         | 35     | 4      |
| Absentions               |                         |          |        |              |              |             |             |        |        |
| Inscrits / participation |                         |          |        |              |              |             |             |        |        |

### Le Pellerin
- Maire sortant : François Brillaud de Laujardière (DVC), ne se représente pas[2].
- 29 sièges à pourvoir au conseil municipal (population légale 2022 : 5 335 habitants)
- 1 siège à pourvoir au conseil communautaire (Nantes Métropole)

| Tête de liste | Tête de liste | Parti(s) | Nuance | Premier tour | Premier tour | Second tour | Second tour | Sièges | Sièges |
| Tête de liste | Tête de liste | Parti(s) | Nuance | Voix         | %            | Voix        | %           | CM     | CC     |
| ------------- | ------------- | -------- | ------ | ------------ | ------------ | ----------- | ----------- | ------ | ------ |

### Plessé
- Maire sortante : Aurélie Mézière (T44)
- 29 sièges à pourvoir au conseil municipal (population légale 2022 : 5 281 habitants)
- 4 sièges à pourvoir au conseil communautaire (Redon Agglomération)

| Tête de liste            | Tête de liste    | Parti(s) | Nuance | Premier tour | Premier tour | Second tour | Second tour | Sièges | Sièges |
| Tête de liste            | Tête de liste    | Parti(s) | Nuance | Voix         | %            | Voix        | %           | CM     | CC     |
| ------------------------ | ---------------- | -------- | ------ | ------------ | ------------ | ----------- | ----------- | ------ | ------ |
|                          | Aurélie Mézière, | T44      |        |              |              |             |             |        |        |
|                          |                  |          |        |              |              |             |             |        |        |
| Exprimés                 |                  |          |        |              |              |             |             |        |        |
| Votes blancs             |                  |          |        |              |              |             |             |        |        |
| Votes nuls               |                  |          |        |              |              |             |             |        |        |
| Total                    | Total            | Total    | Total  |              | 100          |             | 100         | 29     | 4      |
| Absentions               |                  |          |        |              |              |             |             |        |        |
| Inscrits / participation |                  |          |        |              |              |             |             |        |        |

### Pontchâteau
- Maire sortante : Danielle Cornet (DVG)
- 33 sièges à pourvoir au conseil municipal (population légale 2022 : 11 249 habitants)
- 11 sièges à pourvoir au conseil communautaire (CC du Pays de Pont-Château - Saint-Gilles-des-Bois)

| Tête de liste | Tête de liste | Parti(s) | Nuance | Premier tour | Premier tour | Second tour | Second tour | Sièges | Sièges |
| Tête de liste | Tête de liste | Parti(s) | Nuance | Voix         | %            | Voix        | %           | CM     | CC     |
| ------------- | ------------- | -------- | ------ | ------------ | ------------ | ----------- | ----------- | ------ | ------ |

### Pont-Saint-Martin
- Maire sortant : Yannick Fétiveau (DVD)
- 29 sièges à pourvoir au conseil municipal (population légale 2022 : 6 942 habitants)
- 6 sièges à pourvoir au conseil communautaire (CC de Grand Lieu)

| Tête de liste | Tête de liste | Parti(s) | Nuance | Premier tour | Premier tour | Second tour | Second tour | Sièges | Sièges |
| Tête de liste | Tête de liste | Parti(s) | Nuance | Voix         | %            | Voix        | %           | CM     | CC     |
| ------------- | ------------- | -------- | ------ | ------------ | ------------ | ----------- | ----------- | ------ | ------ |

### Pornic
- Maire sortante : Claire Hugues (LR)
- 33 sièges à pourvoir au conseil municipal (population légale 2022 : 18 382 habitants)
- 11 sièges à pourvoir au conseil communautaire (Pornic Agglo Pays de Retz)

| Tête de liste            | Tête de liste    | Parti(s) | Nuance | Premier tour | Premier tour | Second tour | Second tour | Sièges | Sièges |
| Tête de liste            | Tête de liste    | Parti(s) | Nuance | Voix         | %            | Voix        | %           | CM     | CC     |
| ------------------------ | ---------------- | -------- | ------ | ------------ | ------------ | ----------- | ----------- | ------ | ------ |
|                          | Bastian Maldiney | RN       |        |              |              |             |             |        |        |
|                          | Antoine Hubert   | DVC      |        |              |              |             |             |        |        |
|                          |                  |          |        |              |              |             |             |        |        |
| Exprimés                 |                  |          |        |              |              |             |             |        |        |
| Votes blancs             |                  |          |        |              |              |             |             |        |        |
| Votes nuls               |                  |          |        |              |              |             |             |        |        |
| Total                    | Total            | Total    | Total  |              | 100          |             | 100         | 33     | 11     |
| Absentions               |                  |          |        |              |              |             |             |        |        |
| Inscrits / participation |                  |          |        |              |              |             |             |        |        |

### Pornichet
- Maire sortant : Jean-Claude Pelleteur (DVD)
- 33 sièges à pourvoir au conseil municipal (population légale 2022 : 12 530 habitants)
- 6 sièges à pourvoir au conseil communautaire (CA de la Région nazairienne et de l'Estuaire)

| Tête de liste | Tête de liste | Parti(s) | Nuance | Premier tour | Premier tour | Second tour | Second tour | Sièges | Sièges |
| Tête de liste | Tête de liste | Parti(s) | Nuance | Voix         | %            | Voix        | %           | CM     | CC     |
| ------------- | ------------- | -------- | ------ | ------------ | ------------ | ----------- | ----------- | ------ | ------ |

### Rezé
- Maire sortante : Agnès Bourgeais (DVG)
- 43 sièges à pourvoir au conseil municipal (population légale 2022 : 43 349 habitants)
- 6 sièges à pourvoir au conseil communautaire (Nantes Métropole)

| Tête de liste | Tête de liste | Parti(s) | Nuance | Premier tour | Premier tour | Second tour | Second tour | Sièges | Sièges |
| Tête de liste | Tête de liste | Parti(s) | Nuance | Voix         | %            | Voix        | %           | CM     | CC     |
| ------------- | ------------- | -------- | ------ | ------------ | ------------ | ----------- | ----------- | ------ | ------ |

### Saint-André-des-Eaux
- Maire sortant : Mathieu Coënt (DVC)
- 29 sièges à pourvoir au conseil municipal (population légale 2022 : 6 949 habitants)
- 3 sièges à pourvoir au conseil communautaire (CA de la Région nazairienne et de l'Estuaire)

| Tête de liste | Tête de liste | Parti(s) | Nuance | Premier tour | Premier tour | Second tour | Second tour | Sièges | Sièges |
| Tête de liste | Tête de liste | Parti(s) | Nuance | Voix         | %            | Voix        | %           | CM     | CC     |
| ------------- | ------------- | -------- | ------ | ------------ | ------------ | ----------- | ----------- | ------ | ------ |

### Saint-Brevin-les-Pins
- Maire sortante : Dorothée Pacaud (SE)
- 33 sièges à pourvoir au conseil municipal (population légale 2022 : 14 645 habitants)
- 17 sièges à pourvoir au conseil communautaire (CC du Sud Estuaire)

| Tête de liste | Tête de liste | Parti(s) | Nuance | Premier tour | Premier tour | Second tour | Second tour | Sièges | Sièges |
| Tête de liste | Tête de liste | Parti(s) | Nuance | Voix         | %            | Voix        | %           | CM     | CC     |
| ------------- | ------------- | -------- | ------ | ------------ | ------------ | ----------- | ----------- | ------ | ------ |

### Saint-Étienne-de-Montluc
- Maire sortant : Rémy Nicoleau (DVC)
- 29 sièges à pourvoir au conseil municipal (population légale 2022 : 7 739 habitants)
- 7 sièges à pourvoir au conseil communautaire (CC Estuaire et Sillon)

| Tête de liste | Tête de liste | Parti(s) | Nuance | Premier tour | Premier tour | Second tour | Second tour | Sièges | Sièges |
| Tête de liste | Tête de liste | Parti(s) | Nuance | Voix         | %            | Voix        | %           | CM     | CC     |
| ------------- | ------------- | -------- | ------ | ------------ | ------------ | ----------- | ----------- | ------ | ------ |

### Saint-Herblain
- Maire sortant : Bertrand Affilé (PS)
- 45 sièges à pourvoir au conseil municipal (population légale 2022 : 50 561 habitants)
- 7 sièges à pourvoir au conseil communautaire (Nantes Métropole)

| Tête de liste            | Tête de liste    | Parti(s) | Nuance | Premier tour | Premier tour | Second tour | Second tour | Sièges | Sièges |
| Tête de liste            | Tête de liste    | Parti(s) | Nuance | Voix         | %            | Voix        | %           | CM     | CC     |
| ------------------------ | ---------------- | -------- | ------ | ------------ | ------------ | ----------- | ----------- | ------ | ------ |
|                          | Bertrand Affilé, | PS       |        |              |              |             |             |        |        |
|                          |                  |          |        |              |              |             |             |        |        |
| Exprimés                 |                  |          |        |              |              |             |             |        |        |
| Votes blancs             |                  |          |        |              |              |             |             |        |        |
| Votes nuls               |                  |          |        |              |              |             |             |        |        |
| Total                    | Total            | Total    | Total  |              | 100          |             | 100         | 45     | 7      |
| Absentions               |                  |          |        |              |              |             |             |        |        |
| Inscrits / participation |                  |          |        |              |              |             |             |        |        |

### Saint-Jean-de-Boiseau
- Maire sortant : Pascal Pras (PS), ne se représente pas[2].
- 29 sièges à pourvoir au conseil municipal (population légale 2022 : 6 024 habitants)
- 1 siège à pourvoir au conseil communautaire (Nantes Métropole)

| Tête de liste | Tête de liste | Parti(s) | Nuance | Premier tour | Premier tour | Second tour | Second tour | Sièges | Sièges |
| Tête de liste | Tête de liste | Parti(s) | Nuance | Voix         | %            | Voix        | %           | CM     | CC     |
| ------------- | ------------- | -------- | ------ | ------------ | ------------ | ----------- | ----------- | ------ | ------ |

### Saint-Julien-de-Concelles
- Maire sortant : Thierry Agasse (DVD)
- 29 sièges à pourvoir au conseil municipal (population légale 2022 : 7 768 habitants)
- 6 sièges à pourvoir au conseil communautaire (CC Sèvre et Loire)

| Tête de liste | Tête de liste | Parti(s) | Nuance | Premier tour | Premier tour | Second tour | Second tour | Sièges | Sièges |
| Tête de liste | Tête de liste | Parti(s) | Nuance | Voix         | %            | Voix        | %           | CM     | CC     |
| ------------- | ------------- | -------- | ------ | ------------ | ------------ | ----------- | ----------- | ------ | ------ |

### Saint-Lyphard
- Maire sortant : Claude Bodet (DVG)
- 29 sièges à pourvoir au conseil municipal (population légale 2022 : 5 246 habitants)
- 3 sièges à pourvoir au conseil communautaire (CA de la Presqu'île de Guérande Atlantique)

| Tête de liste | Tête de liste | Parti(s) | Nuance | Premier tour | Premier tour | Second tour | Second tour | Sièges | Sièges |
| Tête de liste | Tête de liste | Parti(s) | Nuance | Voix         | %            | Voix        | %           | CM     | CC     |
| ------------- | ------------- | -------- | ------ | ------------ | ------------ | ----------- | ----------- | ------ | ------ |

### Saint-Mars-du-Désert
- Maire sortante : Barbara Nourry (UDI)
- 29 sièges à pourvoir au conseil municipal (population légale 2022 : 5 435 habitants)
- 4 sièges à pourvoir au conseil communautaire (CC d'Erdre et Gesvres)

| Tête de liste | Tête de liste | Parti(s) | Nuance | Premier tour | Premier tour | Second tour | Second tour | Sièges | Sièges |
| Tête de liste | Tête de liste | Parti(s) | Nuance | Voix         | %            | Voix        | %           | CM     | CC     |
| ------------- | ------------- | -------- | ------ | ------------ | ------------ | ----------- | ----------- | ------ | ------ |

### Saint-Michel-Chef-Chef
- Maire sortante : Eloïse Bourreau-Gobin (DVC)
- 29 sièges à pourvoir au conseil municipal (population légale 2022 : 5 520 habitants)
- 3 sièges à pourvoir au conseil communautaire (Pornic Agglo Pays de Retz)

| Tête de liste            | Tête de liste          | Parti(s) | Nuance | Premier tour | Premier tour | Second tour | Second tour | Sièges | Sièges |
| Tête de liste            | Tête de liste          | Parti(s) | Nuance | Voix         | %            | Voix        | %           | CM     | CC     |
| ------------------------ | ---------------------- | -------- | ------ | ------------ | ------------ | ----------- | ----------- | ------ | ------ |
|                          | Eloïse Bourreau-Gobin, | DVC      |        |              |              |             |             |        |        |
|                          |                        |          |        |              |              |             |             |        |        |
| Exprimés                 |                        |          |        |              |              |             |             |        |        |
| Votes blancs             |                        |          |        |              |              |             |             |        |        |
| Votes nuls               |                        |          |        |              |              |             |             |        |        |
| Total                    | Total                  | Total    | Total  |              | 100          |             | 100         | 29     | 3      |
| Absentions               |                        |          |        |              |              |             |             |        |        |
| Inscrits / participation |                        |          |        |              |              |             |             |        |        |

### Saint-Nazaire
- Maire sortant : David Samzun (PS)
- 49 sièges à pourvoir au conseil municipal (population légale 2022 : 73 111 habitants)
- 30 sièges à pourvoir au conseil communautaire (CA de la Région nazairienne et de l'Estuaire)

| Tête de liste            | Tête de liste | Parti(s)                    | Nuance | Premier tour | Premier tour | Second tour | Second tour | Sièges | Sièges |
| Tête de liste            | Tête de liste | Parti(s)                    | Nuance | Voix         | %            | Voix        | %           | CM     | CC     |
| ------------------------ | ------------- | --------------------------- | ------ | ------------ | ------------ | ----------- | ----------- | ------ | ------ |
|                          | À déterminer  | ESSN (G·s-LÉ-PCF-LFI-NPA-A) |        |              |              |             |             |        |        |
|                          | Julio Pichon  | RN                          |        |              |              |             |             |        |        |
|                          |               |                             |        |              |              |             |             |        |        |
| Exprimés                 |               |                             |        |              |              |             |             |        |        |
| Votes blancs             |               |                             |        |              |              |             |             |        |        |
| Votes nuls               |               |                             |        |              |              |             |             |        |        |
| Total                    | Total         | Total                       | Total  |              | 100          |             | 100         | 49     | 30     |
| Absentions               |               |                             |        |              |              |             |             |        |        |
| Inscrits / participation |               |                             |        |              |              |             |             |        |        |

### Saint-Philbert-de-Grand-Lieu
- Maire sortant : Stéphan Beaugé (LR)
- 29 sièges à pourvoir au conseil municipal (population légale 2022 : 9 392 habitants)
- 9 sièges à pourvoir au conseil communautaire (CC de Grand Lieu)

| Tête de liste | Tête de liste | Parti(s) | Nuance | Premier tour | Premier tour | Second tour | Second tour | Sièges | Sièges |
| Tête de liste | Tête de liste | Parti(s) | Nuance | Voix         | %            | Voix        | %           | CM     | CC     |
| ------------- | ------------- | -------- | ------ | ------------ | ------------ | ----------- | ----------- | ------ | ------ |

### Saint-Sébastien-sur-Loire
- Maire sortant : Thomas Boucher (DVD)
- 35 sièges à pourvoir au conseil municipal (population légale 2022 : 28 373 habitants)
- 4 sièges à pourvoir au conseil communautaire (Nantes Métropole)

| Tête de liste | Tête de liste | Parti(s) | Nuance | Premier tour | Premier tour | Second tour | Second tour | Sièges | Sièges |
| Tête de liste | Tête de liste | Parti(s) | Nuance | Voix         | %            | Voix        | %           | CM     | CC     |
| ------------- | ------------- | -------- | ------ | ------------ | ------------ | ----------- | ----------- | ------ | ------ |

### Sainte-Luce-sur-Loire
- Maire sortant : Anthony Descloziers (PS)
- 33 sièges à pourvoir au conseil municipal (population légale 2022 : 16 227 habitants)
- 2 sièges à pourvoir au conseil communautaire (Nantes Métropole)

| Tête de liste            | Tête de liste        | Parti(s) | Nuance | Premier tour | Premier tour | Second tour | Second tour | Sièges | Sièges |
| Tête de liste            | Tête de liste        | Parti(s) | Nuance | Voix         | %            | Voix        | %           | CM     | CC     |
| ------------------------ | -------------------- | -------- | ------ | ------------ | ------------ | ----------- | ----------- | ------ | ------ |
|                          | Anthony Descloziers, | PS       |        |              |              |             |             |        |        |
|                          |                      |          |        |              |              |             |             |        |        |
| Exprimés                 |                      |          |        |              |              |             |             |        |        |
| Votes blancs             |                      |          |        |              |              |             |             |        |        |
| Votes nuls               |                      |          |        |              |              |             |             |        |        |
| Total                    | Total                | Total    | Total  |              | 100          |             | 100         | 33     | 2      |
| Absentions               |                      |          |        |              |              |             |             |        |        |
| Inscrits / participation |                      |          |        |              |              |             |             |        |        |

### Sainte-Pazanne
- Maire sortante : Aurélie Guitteny (SE)
- 29 sièges à pourvoir au conseil municipal (population légale 2022 : 7 209 habitants)
- 4 sièges à pourvoir au conseil communautaire (Pornic Agglo Pays de Retz)

| Tête de liste            | Tête de liste     | Parti(s) | Nuance | Premier tour | Premier tour | Second tour | Second tour | Sièges | Sièges |
| Tête de liste            | Tête de liste     | Parti(s) | Nuance | Voix         | %            | Voix        | %           | CM     | CC     |
| ------------------------ | ----------------- | -------- | ------ | ------------ | ------------ | ----------- | ----------- | ------ | ------ |
|                          | Aurélie Guitteny, | SE       |        |              |              |             |             |        |        |
|                          |                   |          |        |              |              |             |             |        |        |
| Exprimés                 |                   |          |        |              |              |             |             |        |        |
| Votes blancs             |                   |          |        |              |              |             |             |        |        |
| Votes nuls               |                   |          |        |              |              |             |             |        |        |
| Total                    | Total             | Total    | Total  |              | 100          |             | 100         | 29     | 4      |
| Absentions               |                   |          |        |              |              |             |             |        |        |
| Inscrits / participation |                   |          |        |              |              |             |             |        |        |

### Sautron
- Maire sortante : Marie-Cécile Gessant (UDI)
- 29 sièges à pourvoir au conseil municipal (population légale 2022 : 8 534 habitants)
- 1 siège à pourvoir au conseil communautaire (Nantes Métropole)

| Tête de liste | Tête de liste | Parti(s) | Nuance | Premier tour | Premier tour | Second tour | Second tour | Sièges | Sièges |
| Tête de liste | Tête de liste | Parti(s) | Nuance | Voix         | %            | Voix        | %           | CM     | CC     |
| ------------- | ------------- | -------- | ------ | ------------ | ------------ | ----------- | ----------- | ------ | ------ |

### Savenay
- Maire sortant : Michel Mézard (DVC)
- 29 sièges à pourvoir au conseil municipal (population légale 2022 : 9 465 habitants)
- 8 sièges à pourvoir au conseil communautaire (CC Estuaire et Sillon)

| Tête de liste | Tête de liste | Parti(s) | Nuance | Premier tour | Premier tour | Second tour | Second tour | Sièges | Sièges |
| Tête de liste | Tête de liste | Parti(s) | Nuance | Voix         | %            | Voix        | %           | CM     | CC     |
| ------------- | ------------- | -------- | ------ | ------------ | ------------ | ----------- | ----------- | ------ | ------ |

### Les Sorinières
- Maire sortante : Patricia Hélias (PS)
- 29 sièges à pourvoir au conseil municipal (population légale 2022 : 9 163 habitants)
- 1 siège à pourvoir au conseil communautaire (Nantes Métropole)

| Tête de liste | Tête de liste | Parti(s) | Nuance | Premier tour | Premier tour | Second tour | Second tour | Sièges | Sièges |
| Tête de liste | Tête de liste | Parti(s) | Nuance | Voix         | %            | Voix        | %           | CM     | CC     |
| ------------- | ------------- | -------- | ------ | ------------ | ------------ | ----------- | ----------- | ------ | ------ |

### Sucé-sur-Erdre
- Maire sortant : Julien Le Métayer (HOR)
- 29 sièges à pourvoir au conseil municipal (population légale 2022 : 7 457 habitants)
- 5 sièges à pourvoir au conseil communautaire (CC d'Erdre et Gesvres)

| Tête de liste            | Tête de liste      | Parti(s) | Nuance | Premier tour | Premier tour | Second tour | Second tour | Sièges | Sièges |
| Tête de liste            | Tête de liste      | Parti(s) | Nuance | Voix         | %            | Voix        | %           | CM     | CC     |
| ------------------------ | ------------------ | -------- | ------ | ------------ | ------------ | ----------- | ----------- | ------ | ------ |
|                          | Julien Le Métayer, | HOR      |        |              |              |             |             |        |        |
|                          |                    |          |        |              |              |             |             |        |        |
| Exprimés                 |                    |          |        |              |              |             |             |        |        |
| Votes blancs             |                    |          |        |              |              |             |             |        |        |
| Votes nuls               |                    |          |        |              |              |             |             |        |        |
| Total                    | Total              | Total    | Total  |              | 100          |             | 100         | 29     | 5      |
| Absentions               |                    |          |        |              |              |             |             |        |        |
| Inscrits / participation |                    |          |        |              |              |             |             |        |        |

### Thouaré-sur-Loire
- Maire sortant : Martine Oger (DVG)
- 33 sièges à pourvoir au conseil municipal (population légale 2022 : 10 956 habitants)
- 2 sièges à pourvoir au conseil métropolitain (Nantes Métropole)

| Tête de liste            | Tête de liste   | Parti(s) | Nuance | Premier tour | Premier tour | Second tour | Second tour | Sièges | Sièges |
| Tête de liste            | Tête de liste   | Parti(s) | Nuance | Voix         | %            | Voix        | %           | CM     | CC     |
| ------------------------ | --------------- | -------- | ------ | ------------ | ------------ | ----------- | ----------- | ------ | ------ |
|                          | Martine Oger,   | DVG      |        |              |              |             |             |        |        |
|                          | Didier Besseyre | DVC-DVD  |        |              |              |             |             |        |        |
|                          | Benoist Champin | DVD      |        |              |              |             |             |        |        |
|                          |                 |          |        |              |              |             |             |        |        |
| Exprimés                 |                 |          |        |              |              |             |             |        |        |
| Votes blancs             |                 |          |        |              |              |             |             |        |        |
| Votes nuls               |                 |          |        |              |              |             |             |        |        |
| Total                    | Total           | Total    | Total  |              | 100          |             | 100         | 33     | 2      |
| Absentions               |                 |          |        |              |              |             |             |        |        |
| Inscrits / participation |                 |          |        |              |              |             |             |        |        |

### Treillières
- Maire sortant : Alain Royer (DVD), ne se représente pas[2].
- 33 sièges à pourvoir au conseil municipal (population légale 2022 : 10 414 habitants)
- 6 sièges à pourvoir au conseil communautaire (CC d'Erdre et Gesvres)

| Tête de liste | Tête de liste | Parti(s) | Nuance | Premier tour | Premier tour | Second tour | Second tour | Sièges | Sièges |
| Tête de liste | Tête de liste | Parti(s) | Nuance | Voix         | %            | Voix        | %           | CM     | CC     |
| ------------- | ------------- | -------- | ------ | ------------ | ------------ | ----------- | ----------- | ------ | ------ |

### Trignac
- Maire sortant : Claude Aufort (PS)
- 29 sièges à pourvoir au conseil municipal (population légale 2022 : 8 234 habitants)
- 5 sièges à pourvoir au conseil communautaire (CA de la Région nazairienne et de l'Estuaire)

| Tête de liste            | Tête de liste  | Parti(s) | Nuance | Premier tour | Premier tour | Second tour | Second tour | Sièges | Sièges |
| Tête de liste            | Tête de liste  | Parti(s) | Nuance | Voix         | %            | Voix        | %           | CM     | CC     |
| ------------------------ | -------------- | -------- | ------ | ------------ | ------------ | ----------- | ----------- | ------ | ------ |
|                          | Claude Aufort, | PS       |        |              |              |             |             |        |        |
|                          |                |          |        |              |              |             |             |        |        |
| Exprimés                 |                |          |        |              |              |             |             |        |        |
| Votes blancs             |                |          |        |              |              |             |             |        |        |
| Votes nuls               |                |          |        |              |              |             |             |        |        |
| Total                    | Total          | Total    | Total  |              | 100          |             | 100         | 29     | 5      |
| Absentions               |                |          |        |              |              |             |             |        |        |
| Inscrits / participation |                |          |        |              |              |             |             |        |        |

### Vallet
- Maire sortant : Jérôme Marchais (DVC)
- 29 sièges à pourvoir au conseil municipal (population légale 2022 : 9 524 habitants)
- 8 sièges à pourvoir au conseil communautaire (CC Sèvre et Loire)

| Tête de liste | Tête de liste | Parti(s) | Nuance | Premier tour | Premier tour | Second tour | Second tour | Sièges | Sièges |
| Tête de liste | Tête de liste | Parti(s) | Nuance | Voix         | %            | Voix        | %           | CM     | CC     |
| ------------- | ------------- | -------- | ------ | ------------ | ------------ | ----------- | ----------- | ------ | ------ |

### Vallons-de-l'Erdre
- Maire sortant : Jean-Yves Ploteau (PS)
- 29 sièges à pourvoir au conseil municipal (population légale 2022 : 6 625 habitants)
- 6 sièges à pourvoir au conseil communautaire (CC du Pays d'Ancenis)

| Tête de liste | Tête de liste | Parti(s) | Nuance | Premier tour | Premier tour | Second tour | Second tour | Sièges | Sièges |
| Tête de liste | Tête de liste | Parti(s) | Nuance | Voix         | %            | Voix        | %           | CM     | CC     |
| ------------- | ------------- | -------- | ------ | ------------ | ------------ | ----------- | ----------- | ------ | ------ |

### Vertou
- Maire sortant : Rodolphe Amailland (LR)
- 35 sièges à pourvoir au conseil municipal (population légale 2022 : 26 048 habitants)
- 3 sièges à pourvoir au conseil communautaire (Nantes Métropole)

| Tête de liste | Tête de liste | Parti(s) | Nuance | Premier tour | Premier tour | Second tour | Second tour | Sièges | Sièges |
| Tête de liste | Tête de liste | Parti(s) | Nuance | Voix         | %            | Voix        | %           | CM     | CC     |
| ------------- | ------------- | -------- | ------ | ------------ | ------------ | ----------- | ----------- | ------ | ------ |

### Vigneux-de-Bretagne
- Maire sortant : Gwënola Franco (DVD)
- 29 sièges à pourvoir au conseil municipal (population légale 2022 : 6 633 habitants)
- 4 sièges à pourvoir au conseil communautaire (CC d'Erdre et Gesvres)

| Tête de liste | Tête de liste | Parti(s) | Nuance | Premier tour | Premier tour | Second tour | Second tour | Sièges | Sièges |
| Tête de liste | Tête de liste | Parti(s) | Nuance | Voix         | %            | Voix        | %           | CM     | CC     |
| ------------- | ------------- | -------- | ------ | ------------ | ------------ | ----------- | ----------- | ------ | ------ |

### Villeneuve-en-Retz
- Maire sortant : Yves Blanchard (SE)
- 29 sièges à pourvoir au conseil municipal (population légale 2022 : 5 004 habitants)
- 3 sièges à pourvoir au conseil communautaire (Pornic Agglo Pays de Retz)

| Tête de liste | Tête de liste | Parti(s) | Nuance | Premier tour | Premier tour | Second tour | Second tour | Sièges | Sièges |
| Tête de liste | Tête de liste | Parti(s) | Nuance | Voix         | %            | Voix        | %           | CM     | CC     |
| ------------- | ------------- | -------- | ------ | ------------ | ------------ | ----------- | ----------- | ------ | ------ |